# قضام الطير
قضَّام الطير نوع من القضام صغير القد طوله نحو 6 مم. ثوبه إلى السمرة يعلوه مواجع أسفع لامع. يعيش في الحممة وعلى الأشجار التي يُدثّن فيها الطير. قوته الريش.